# Roberto de Miranda
Roberto de Miranda (sinh năm 1947 tại Camagüey, Cuba) là nhà bất đồng chính kiến người Cuba. Ông là giáo sư và hiệu trưởng "Trường Giáo viên độc lập của Cuba" (College of Independent Teachers of Cuba), một tổ chức phi chính phủ mà ông thành lập vào tháng 7 năm 1992. Tổ chức này tìm kiếm "việc phi hệ thống hóa tư tưởng nền giáo dục ở Cuba và tố giác các vụ vi phạm chống lại các sinh viên và giáo sư không theo lý tưởng chính trị của chế độ." Roberto de Miranda cũng lập ra Thư viện độc lập Félix Varela năm 2000.
Mục đích của chế độ này là tạo ra chủ nghĩa dân tộc giả mạo – cái chủ nghĩa đã làm hại khủng khiếp giới trẻ của chúng ta. [...] Đó là một sự bịa đặt kỳ quái, một sự dối trá đã phạm phải trong 40 năm. [...] Không một người trẻ nào ở đảo này còn tin vào chủ nghĩa Cộng sản. Các người trẻ của chúng ta ngày càng nổi loạn và ít được chuẩn bị [về học vấn đại học]. Họ loại bỏ chế độ này vì có quá nhiều mưu mô gian xảo. Chúng ta sẽ tự lừa gạt chính mình nếu chúng ta nghĩ khác đi.
Năm 2003, ông đã bị chính quyền Cuba bắt trong vụ Mùa xuân đen và bị xử phạt 20 năm tù. Tổ chức Ân xá Quốc tế đã tuyên bố ông là một tù nhân lương tâm.
Ông được thả ra sau 14 tháng ngồi tù, có thể là do chính phủ Cuba sợ phản ứng dữ dội của quốc tế nếu ông bị chết trong nhà tù.

## Giải thưởng
- Năm 2003 ông được trao Giải Tự do Pedro Luis Boitel.[1]